# Fieseler Fi 99
Il Fieseler Fi 99 "Jungtiger" (in tedesco "tigrotto") era un monomotore monoplano da turismo ad ala bassa realizzato dall'azienda tedesca Gerhard-Fieseler-Werke nei tardi anni trenta.
Destinato al mercato dell'aviazione generale, era pianificato potesse essere utilizzato anche come aereo da addestramento per la formazioni dei piloti civili e per le competizioni aeree per la categoria.

## Storia

### Sviluppo
Nella seconda parte degli anni trenta Gerhard Fieseler, dopo il discreto successo ottenuto nell'affrontare il mercato dell'aviazione da diporto e da competizione con nuovo modello di velivolo leggero ad alte prestazioni, l'F 5, decise di sviluppare un nuovo modello biposto destinato alla stessa fascia di mercato. Il nuovo modello riproponeva l'aspetto generale del suo predecessore, un compatto monomotore ad ala bassa e carrello fisso, introducendo un'unica cabina di pilotaggio a due posti in tandem chiusa da un lungo tettuccio. Presentato alla commissione del Reichsluftfahrtministerium (RLM), il ministero deputato alla gestione dell'intera aviazione, civile e militare nella Germania del periodo nazista, ne ottenne la designazione ufficiale Fi 99.
Il prototipo, immatricolato D-EPWD, venne portato in volo per la prima volta il 22 aprile 1937.